# Carnyx

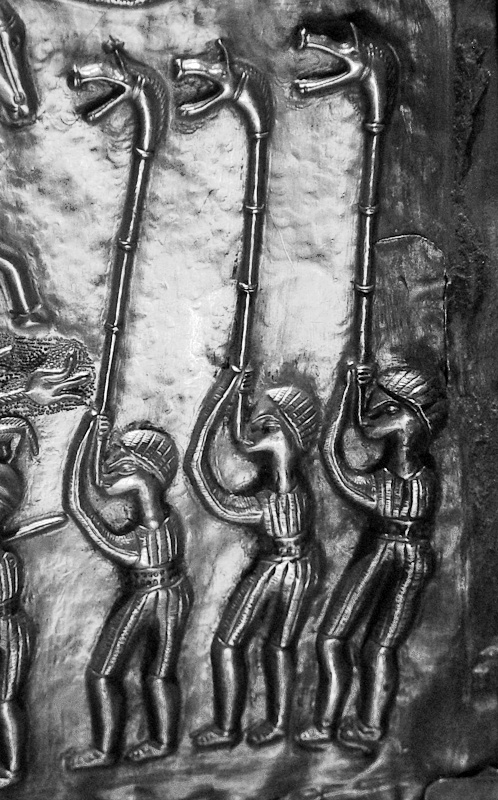
Drei Carnyxbläser auf dem Kessel von Gundestrup

Die Carnyx ist ein Blasinstrument der eisenzeitlichen Kelten, das von etwa 300 v. Chr. bis 200 n. Chr. in Gebrauch war. Es handelt sich dabei um eine hornartig gebogene Bronze-Trompete, die beim Blasen aufrecht gehalten wurde. Die Mündung ist meist als Wildschweinkopf geformt. Genutzt wurde die Carnyx bei Kriegszügen (evtl. auch bei Kulthandlungen), wohl um die Truppen zur Schlacht anzustacheln und den Feind mit akustischer Kriegsführung zu demoralisieren.

## Funde und Nachweise zur Carnyx

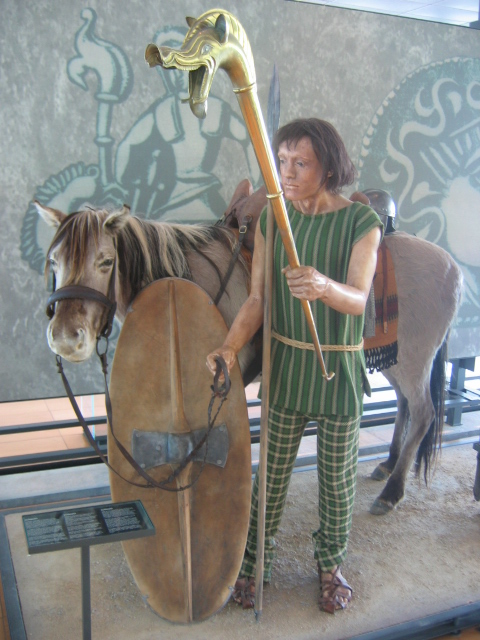
Keltischer Krieger mit einer Carnyx

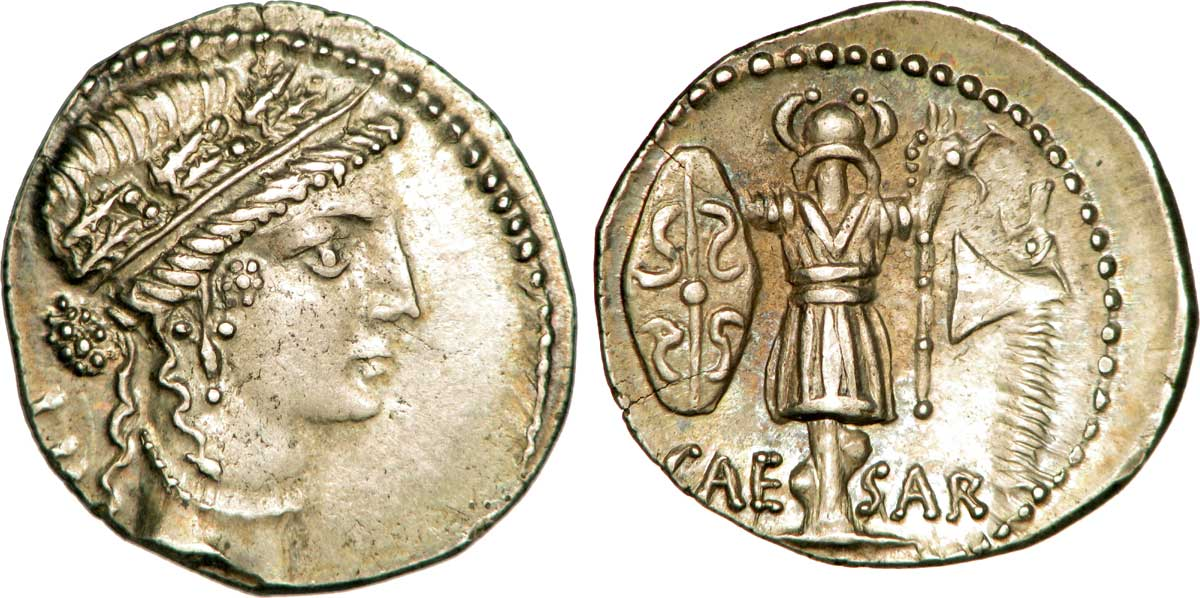
Carnyx-Abbildung auf einem Silberdenar aus dem Jahr 48 v. Chr.

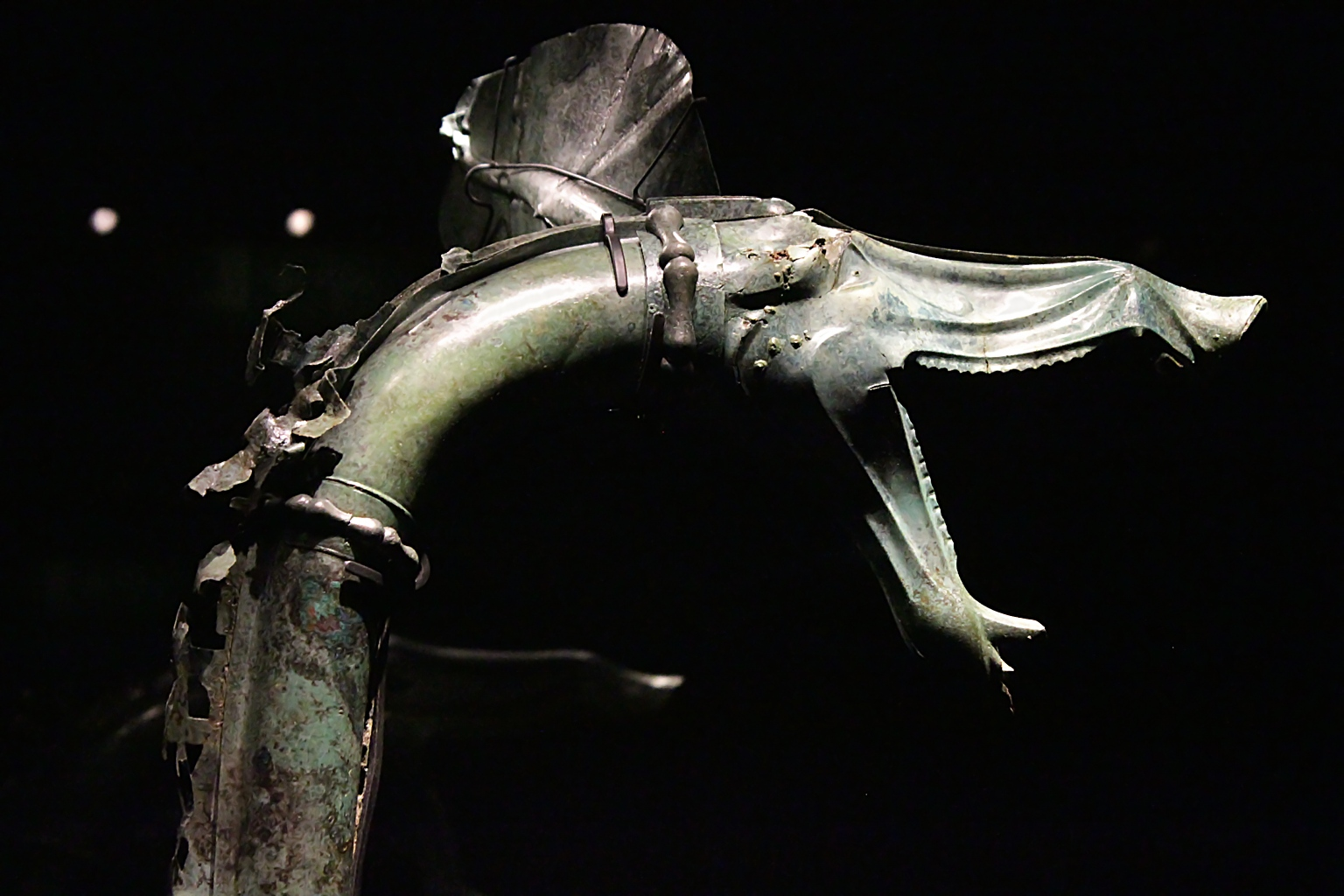
Bei Tintignac gefundene Carnyx

### Darstellung auf Abbildungen
Das Instrument ist auf dem Kessel von Gundestrup und auf Münzen der späten Latènezeit abgebildet.

### Nachweis in der Literatur
Der Name ist durch mehrere römische Autoren überliefert. So  wird der Gebrauch einer Carnyx beim keltischen Angriff auf Delphi im Jahre 279 v. Chr. erwähnt. Auch Gaius Iulius Caesar nennt die Carnyx bei seinem Feldzug in Gallien, ebenso Claudius bei der Invasion von Britannien.
Diodorus Siculus sagt in seinen Historien (5.30):
„Ihre Trompeten waren wieder von einer eigentümlich barbarischen Art, sie blasen hinein und lassen einen rauen Laut ertönen, der an die Wirren des Krieges erinnert.“
Auch Polybios beschreibt die Angst der Römer beim Angriff der Kelten in der Schlacht bei Telamon.

### Archäologische Funde
Ein gut erhaltenes Exemplar wurde im Jahre 1816 am Ufer des Moray Firth in Aberdeenshire in Schottland gefunden (Deskford Carnyx). Bis 2004 fand man Fragmente von vier anderen Carnyces. Im November 2004 fanden Archäologen dann fünf gut erhaltene Instrumente unter einem gallo-römischen Umgangstempel bei Tintignac (Naves, in Frankreich). Vier hatten die bekannten Wildschweinkopfmündungen, eines mündete in einem Schlangenkopf. Ein Altfund von Abentheuer im Landkreis Birkenfeld in Rheinland-Pfalz hatte große Entsprechungen zu Tintignac. Bei Navan Fort (County Armagh) wurde eine Carnyx in einem Seeopferplatz entdeckt. Sie wird als Loughnashade-Trompete bezeichnet.

## Carnyces in anderen Kulturen
Nicht nur die Kelten kannten die Carnyx, auch in Dakien wurde sie verwendet. Darstellungen aus den Dakerkriegen finden sich auf der Trajanssäule in Rom. Wahrscheinlich wurden ähnliche Instrumente bei vielen Völkern des eisenzeitlichen Europa genutzt. Die römischen Lituus waren sehr ähnlich gestaltet.